# Claude Black
Claude Black (Detroit, 1932 – Toledo (Spanje), 17 januari 2013) was een Amerikaanse jazzpianist.
Toen hij dertien was, werden zijn moeder en zus doodgeschoten door zijn stiefvader. Hij werd daarna opgevoed door zijn oma, die hem de eerste pianolessen gaf, en een oom, die bevriend was met allerlei jazzmusici zoals Fats Waller. Black speelde hoorn in een schoolband, waarvan ook Donald Byrd deel uitmaakte, maar wisselde hoorn in voor de trombone, omdat hij met de hoorn niet kon swingen. Toen hij zestien was had hij zijn eerste professionele optreden, in een club in Detroit. Hij speelde daarna in verschillende groepen en na zijn diensttijd ontmoette hij bassist Clifford Murphy, waarmee hij veertig jaar zou samenwerken, onder meer jarenlang in diens club. In de jaren vijftig speelde hij onder meer met Charlie Parker, Stan Getz en Wes Montgomery, in de jaren zestig toerde hij met Dakota Staton en Aretha Franklin. Ook speelde hij met Earl Bostic. In 1973 vestigde hij zich in Toledo, waar hij later les gaf aan de University of Toledo. Black heeft verder gespeeld met onder meer Jon Hendricks en Wynton Marsalis en opgenomen met David Fathead Newman en Oliver Jackson.

## Discografie (selectie)
- Live at the Peristyle, TJS/CBP, 2000
- Nature of Jazz, TJS